# Keith Andrews (labdarúgó)
Keith Joseph Andrews (Dublin, 1980. szeptember 13. –) ír labdarúgó, edző, a Brentford menedzsere.

## Pályafutása

### Játékosként

#### Wolverhampton Wanderers FC
Andrews 1997-ben került a Wolverhampton Wanderers ifiakadémiájára. A felnőttek között 2000. március 18-án, a Swindon Town ellen debütált. A 2000/01-es idény során sikerült állandó helyet szereznie magának a csapatban, az idény utolsó mérkőzésén a csapatkapitányi karszalagot is megkapta, ekkor mindössze 21 éves volt. A Farkasoknak több mint 100 éve nem volt ilyen fiatal kapitányuk.
A következő szezonban egy új,  négyéves szerződést írt alá a csapattal, de kikerült a kezdőből, mivel a nyári átigazolási időszakban több középpályás érkezett a Molineux Stadiumba. A 2003/04-es évad egyik felét a Stoke Citynél, a másikat a Walsallnál töltötte kölcsönben. Utóbbi csapatnál két gólt szerzett, a Millwall, illetve az Ipswich Town ellen. A Wolvesnál mindössze egy bajnokin kapott lehetőséget, a Newcastle United ellen. A következő idényben visszaszerezte helyét a kezdőben, de végül mégis távozott.

#### Hull City
A Hull Citynél már a második meccsén bokasérülést szenvedett, éppen korábbi csapata, a Wolverhampton ellen. Négy hónapig nem játszhatott, visszatérése után viszont állandó tagja volt a csapatnak. Ennek ellenére mindössze egy szezon után klubot váltott.

#### Milton Keynes Dons FC
A 2006/07-es szezon előtt Andrews a negyedosztályú Milton Keynes Donshoz igazolt. Csapatával kis híján rögtön sikerült feljutnia a League One-ba, de végül vereséget szenvedtek a Shrewsbury Town ellen a rájátszásban.
2008. április 19-én Andrews győztes gólt szerzett a Stockport County ellen, ez a siker feljutást ért a Donsnak. Ezután szerzett még egy nagyon fontos találatot, a Football League Trophy döntőjében ő szerzett vezetést a Grimsby Town ellen. Csapata végül 2-0-ra győzött. A szezon végén őt választották a csapat és a bajnokság legjobbjának is. Jó teljesítményének köszönhetően másodosztályú és élvonalbeli klubok is érdeklődtek iránta. Végül a Blackburn Rovershez került.

#### Blackburn Rovers FC
Andrews 2008. augusztus 28-án, 1,3 millió fontért a Blackburn Rovershez igazolt. Két nappal később, a West Ham United be is mutatkozott új csapatában. Első gólját egy West Bromwich Albion elleni 2-2-es döntetlen során szerezte a kék-fehérek színeiben.

#### A válogatottban
Andrews 2008. november 19-én, egy Lengyelország elleni barátságos mérkőzésen mutatkozott be az ír válogatottban. Tétmeccsen először egy vb-selejtezőn kapott lehetőséget, Grúzia ellen.

### Edzőként
Visszavonulása után edzőként kezdett el tevékenykedni, először a Milton Keynes Dons, majd az U21-es, és a felnőtt ír válogatottak stábjaiban.
2023-ban csatlakozott Chris Wilderhez a Sheffield Unitednál, majd a Brentford rögzített játékhelyzetekkel foglalkozó edzője lett Thomas Frank alatt. Frank távozása után nevezték ki a csapat élére.

## Sikerei, díjai
Milton Keynes Dons FC
- Az angol negyedosztály bajnoka: 2007/08
- Football League Trophy-győztes: 2008

## Külső hivatkozások
- Keith Andrews pályafutásának statisztikái a Soccerbase oldalon (angolul)